# Draba murrayi
Draba murrayi är en korsblommig växtart som beskrevs av Gerald Alfred Mulligan. Draba murrayi ingår i släktet drabor, och familjen korsblommiga växter. Inga underarter finns listade i Catalogue of Life.